# Amtsgericht Freiburg/Elbe

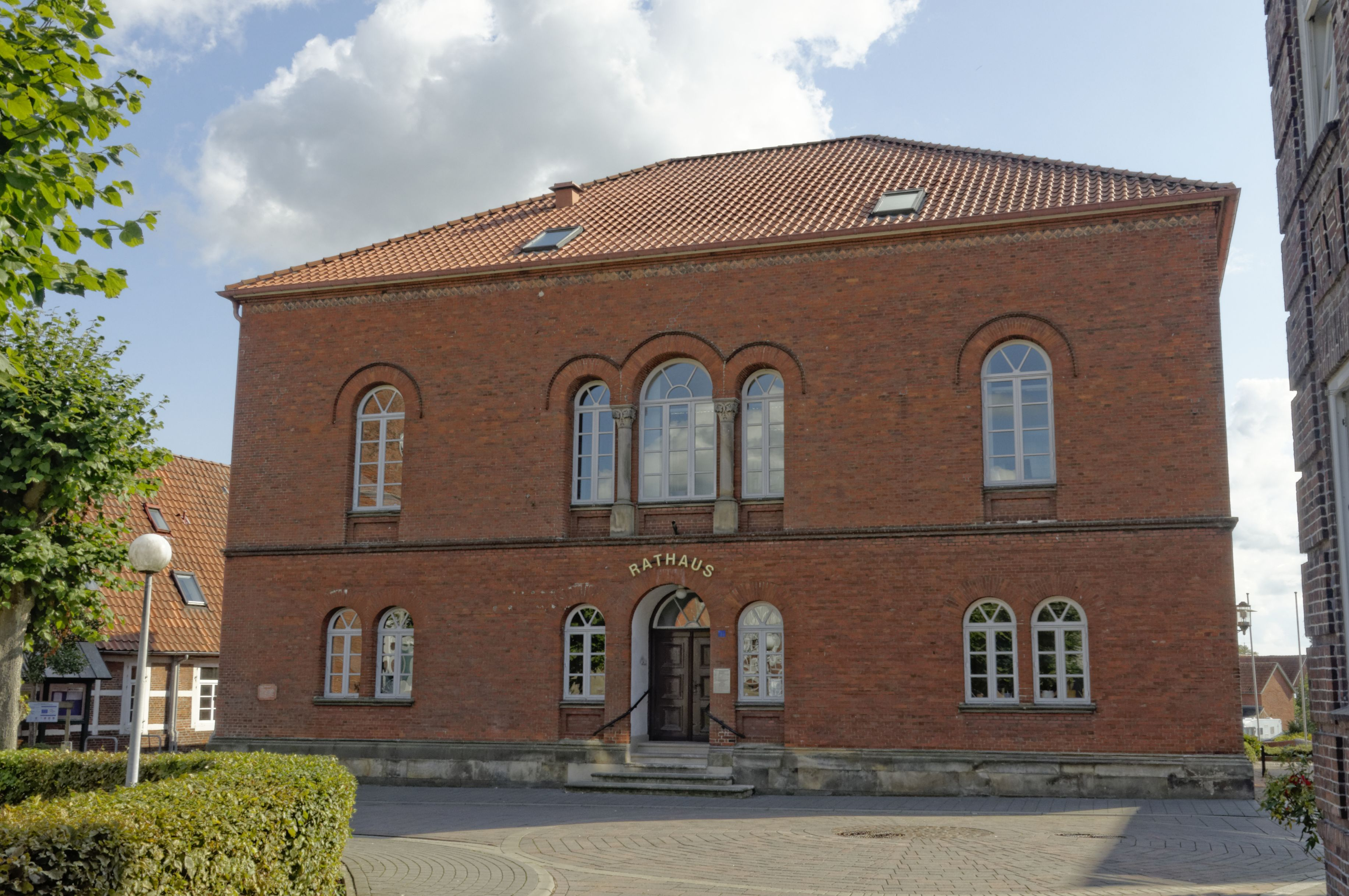
Ehemaliger Gerichtsbau von 1855, jetzt Rathaus in Freiburg

Das Amtsgericht Freiburg/Elbe war ein Gericht der ordentlichen Gerichtsbarkeit in Freiburg.
Nach der Revolution von 1848 wurde im Königreich Hannover die Rechtsprechung von der Verwaltung getrennt und die Patrimonialgerichtsbarkeit abgeschafft.
Das Amtsgericht wurde daraufhin mit der Verordnung vom 7. August 1852 die Bildung der Amtsgerichte und unteren Verwaltungsbehörden betreffend als königlich hannoversches Amtsgericht gegründet.
Es umfasste das Amt Freiburg.
Das Amtsgericht war dem Obergericht Stade untergeordnet.
Im Jahre 1859 wurde das Amtsgericht Wischhafen aufgehoben und sein Gerichtsbezirk dem des Amtsgerichtes Freiburg/Elbe zugeordnet. Gleichzeitig erhielt das Amtsgericht Freiburg einen Teil des Gerichtsbezirks des Amtsgerichts Bützfleth. Mit der Annexion Hannovers durch Preußen wurde es 1866 zu einem preußischen Amtsgericht in der Provinz Hannover.
Mit den Reichsjustizgesetzen wurde 1879 die Gerichtsorganisation reichsweit einheitlich geregelt. Das Amtsgericht Freiburg/Elbe blieb bestehen. Der Amtsgerichtsbezirk umfasste das Amt Freiburg/Elbe. Das Amtsgericht Freiburg/Elbe war eines von elf Amtsgerichten im Bezirk des Landgerichtes Stade im Gebiet des Oberlandesgerichtes Celle. Das Gericht hatte damals zwei Richterstellen und war ein mittelgroßes Amtsgericht im Landgerichtsbezirk. Im Jahre 1973 wurde das Amtsgericht aufgelöst.

## Amtsgerichtsgebäude
In den Jahren 1854 und 1855 wurde das Amtsgerichtsgebäude erbaut und 1886 um den Gefängnistrakt erweitert. Nach der Aufhebung des Amtsgerichtes 1973 erwarb 1978 der Flecken Freiburg das Gebäude mit Adresse Hauptstraße 31. Im Jahre 1994 ging es in den Besitz der Samtgemeinde Nordkehdingen über, die es heute als Rathaus nutzt.